# Форт Шаброль
«Форт Шабро́ль» (фр. fort Chabrol — форт укрепление; Шаброль название парижской улицы) — ироническое название дома в Париже, на улице Шаброль, в котором президент антисемитской лиги Жюль Герен заперся с несколькими товарищами и сопротивлялся аресту с 12 августа по 20 сентября 1899 года. По обвинению в государственной измене Ж. Герен был осуждён на 10-летнее тюремное заключение. Происшествие с осадой дома на улице Шаброль происходило в момент, когда французское правительство Вальдека-Руссо опасалось бунтов националистов и монархистов из-за происходившего в Ренне пересмотра дела Дрейфуса.
В ожидании обыска и ареста по обвинению в государственной измене Жюль Герен заперся 12 августа 1899 года, запасшись достаточным количеством оружия и угрожая стрелять в полицейских, которые сделают попытку взломать двери. Правительство Вальдека-Руссо, не желая рисковать жизнями людей, предпочло, не врываясь в дом силой, запереть все входы и выходы и взять Герена голодом. 20 сентября Герен сдался.
Преданный (вместе с П. Деруледом, М. Габером и др.) верховному суду (сената) по обвинению в государственной измене, вдобавок осложнённой оказанным сопротивлением властям, Герен был судим в январе 1900 года и приговорён к десяти годам тюрьмы.
Осада Герена в «форте Шаброль» вызвала злобные нападки на правительство со стороны антисемитов и националистов, но в конце концов большинство публики в случившемся увидели силу, а не слабость правительства, и приветствовали сдачу Герена довольно единодушными насмешками.